# ガイウス・ユリウス・ヒュギーヌス
ガイウス・ユリウス・ヒュギーヌス（ラテン語: Gāius Iūlius Hygīnus ラテン語発音: [ˈɡäːius ˈi̯uːlʲiʊs̠ hʏˈɡiːnʊs̠], ガーイウス・ユーリウス・ヒュギーヌス）は、ラテン語の著作家。

## 生涯
人物については明確ではないが、一説によれば出生はスペインかアレクサンドレイアとされる。奴隷であったがローマに連れてこられ、アレクサンデル・ポリュヒストールの講義を聴講し、のちに奴隷から解放されたという。スエトーニウスによると、皇帝アウグストゥスによってパラティーヌスの図書館長に任命された。詩人のオウィディウスと友誼を結ぶが、やがて皇帝の不興をかい貧窮に陥り、ガイウス・クラウディウス・リキニウスから援助を受けたとある。

## 作品
ヒュギーヌスは多作家であった。ジャンルも地形学から伝記、詩人ヘルウィウス・キンナやウェルギリウスの詩についての注釈、農業・養蜂に関する論文と多岐にわたって著作活動を行なったが、それらの原本はすべて失われている。
ヒュギーヌスの名前で現存するのは『神話集』と『天文詩』の二つで、これらは、おそらくヒュギーヌスの神話論を略記した学生の覚え書きであると思われる。ただし、作者のヒュギーヌスとガイウス・ユリウス・ヒュギーヌスは別人だという説もある。
神話集（Fabulae）
300程の神話と天界の系譜についてのエピソードが短く、そっけなく、そして粗雑に語られている。当時の編者たちはこの作品の価値を、ギリシア悲劇作家の失われた作品についての「無教養な若さ、半端な知識、愚かさ」（ラテン語: adulescentem imperitum, semidoctum, stultum）と評した。両アントニヌス時代（138年 - 180年）の教育を受けたローマ人なら誰でもギリシア神話を知るべきと期待されていたため、ヒュギーヌスはぞんざいな形式で、最低限のことだけを書いたのかもしれない。ギリシア神話には内容が部分的に異なるバージョンが多く存在していたとされるが、それらの多くが失われている現在、『神話集』は貴重な文献である。
しかし、『神話集』の大半も失われている。900年頃にベネヴェント書体で書かれた写本が1冊だけバイエルン州フライジングの修道院に残っており、1535年にはその写本を基にして最初の印刷版が作られるが、Jacob Micyllusは不注意かつ無批判的に書き写した。ちなみに、"Fabulae" という題名をつけたのもMicyllusである。15世紀と16世紀、印刷の過程で写本は印刷所でばらばらにされ、生き残ったのはたった2つの断片のみであった。1つは1864年にレーゲンスブルクで、もう1つは1942年にミュンヘンで発見された。両方ともミュンヘンで保存されている。なお、バチカン図書館には15世紀に写された不完全なテキストがある。

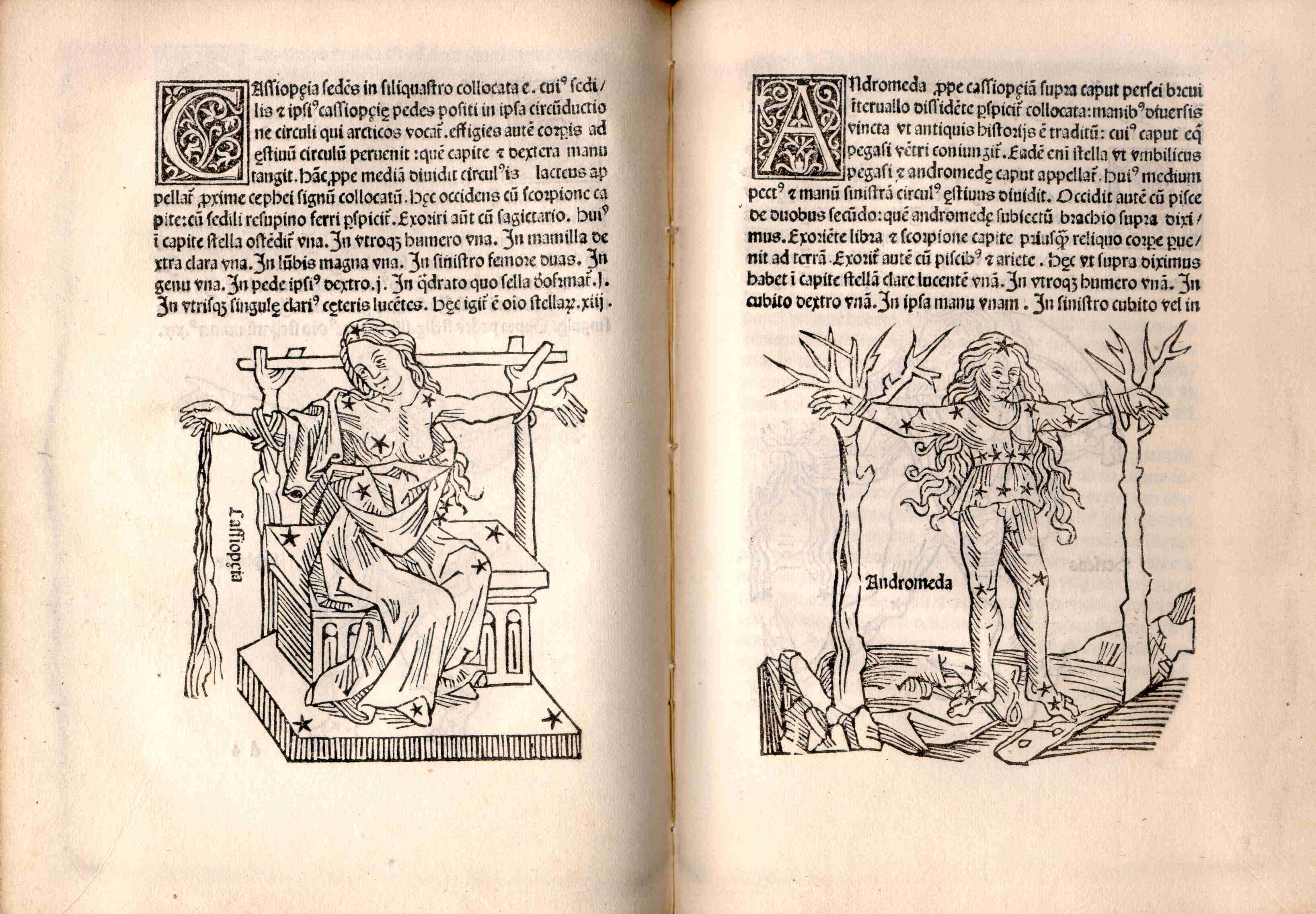
ラートドルト版の『天文詩』。木版画はカシオペヤ座とアンドロメダ座。アメリカ海軍天文台蔵

天文詩（Poeticon astronomicon）
最初に出版されたのは1482年のヴェネツィアで、出版者はエアハルト・ラートドルト、題名は"Clarissimi uiri Hyginii Poeticon astronomicon opus utilissimum"だった。星座の星々を一覧にしたものであるが、語られる主な事柄は星座にまつわる神話である。エラトステネス作とされる『カタステリスモイ』などを基にしている。
両方の作品とも要約である。文体（スタイル）、ラテン語の能力のレベル、初歩的な間違い（とくにギリシャ語の翻訳）はヒュギヌスのような著名な学者の作品とは思えず、別人説の根拠となっている。

## 日本語訳
- ヒュギーヌス 著、松田治・青山照男 訳『ギリシャ神話集』講談社〈講談社学術文庫〉、2005年2月。ISBN 978-4061596955。
- ヒュギヌス 著、五之治昌比呂 訳『神話伝説集』京都大学学術出版会〈西洋古典叢書〉、2021年1月。ISBN 978-4814002825。